# Hawaïaanse monniksrob
De Hawaïaanse monniksrob (Monachus schauinslandi) is een zeehond. De soort is endemisch op Hawaï. De soort staat bekend bij de inheemse Hawaïanen als Ilio-holo-i-ka-uaua, of "hond die loopt in ruw water".
De Hawaïaanse monniksrob is een bedreigde diersoort.

## Uiterlijke kenmerken
De Hawaïaanse monniksrob heeft een vacht die een grijze bruine kleur heeft. De jongen worden pups genoemd en zijn zilverachtig grijs van kleur met een witte buik, borst en keel. Pups zijn gekleed in een zwarte vacht. Veel exemplaren dragen de littekens van aanvallen van haaien of verwondingen van vistuig. Vrouwtjes zijn vaak getekend door paringspogingen; de mannetjes kunnen bijzonder agressief zijn voorafgaand aan de paring. De vrouwtjes worden groter dan de mannetjes. Volwassen mannetjes wegen 140 tot 180 kilogram en bereiken een lichaamslengte tot 2,1 meter. Volwassen vrouwen worden ongeveer 180 tot 270 kg zwaar en kunnen tot 2,4 m lang worden. Pups wegen gemiddeld 14 tot 18 kg en meten bij de geboorte 1,0 m in de lengte. De levensverwachting van de Hawaïaanse monniksrob in het wild bedraagt 25 tot 30 jaar.

## Bedreigingen
Populaties van de Hawaïaanse monniksrob zijn in de afgelopen jaren als gevolg van de snelle verspreiding van menselijke activiteiten op zelfs de meest afgelegen en geïsoleerde Hawaïaanse eilanden afgenomen. In de negentiende eeuw werden Hawaïaanse monniksrobben doodgeknuppeld door walvisvaarders en zeehondenjagers voor hun vlees, olie en huid. Amerikaanse troepen jaagden op hen tijdens de Tweede Wereldoorlog terwijl ze Laysan en Midway bezetten.
Aanvallen door haaien zoals de tijgerhaai verkleinen de overlevingskans van jonge monniksrobben. De dieren hebben ernstig te lijden van menselijke verstoringen zoals ciguatera-vergiftiging, hoge man-vrouw verhoudingen tijdens het broedseizoen en verstrikking in visnetten en puin. In het noordwesten van Hawaïaanse eilanden is honger een ernstig probleem. Het favoriete voedsel van de zeehond bestaat uit kreeften en deze prooidieren worden overbevist door de mens. Door concurrentie van andere predatoren zoals haaien, horsmakrelen en barracuda's is er weinig ruimte over voor de ontwikkeling van de jonge monniksrobben. De oprichting van het Papahānaumokuākea Marine National Monument, dat toegevoegd werd tot deze eilanden, kan leiden tot meer overvloedige voedselvoorraden.
In gebieden waar de mannelijke zeehonden talrijker zijn dan de vrouwtjes, concurreren meerdere mannetjes voor een enkele vrouw, bekend als pesten, wat vaak het per ongeluk doden van de vrouw tot gevolg heeft. Vrouwen van alle leeftijden waaronder pups worden hieraan blootgesleld.
Al deze bedreigingen hebben een tol op de soort. Zo is de soort bijna uitgeroeid op de belangrijkste eilanden van Hawaï. Ze komen  momenteel nog voor op Laysan, Midway, Pearl en Hermes Atol, French Frigate Shoals en Lisianski.
Langzaam zijn de monniksrobben teruggekeerd naar de Hawaï-eilanden. Enkele zeehonden zijn gesignaleerd in de branding op het strand in Kauai, Niihau, Maui en Oahu Turtle Bay en een aantal van de andere eilanden. Ze verlaten vaak het water op drukke toeristische stranden, waar ze kwetsbaar zijn voor verstoring. NOAA heeft een netwerk van vrijwilligers opgezet die de zeehonden beschermen, terwijl ze zonnen of hun jongen verzorgen. In 2006 werden twaalf pups geboren in de belangrijkste Hawaïaanse eilanden, oplopend tot dertien in 2007, en achttien in 2008.
NOAA financiert een deel van het onderzoek op het gebied van zeehondenpopulatie, dynamiek en gezondheid in samenhang met het Marine Mammal Center.

## Bescherming
De Hawaïaanse monniksrob is een van de meest bedreigde soorten zeehonden, hoewel de verwante soort Mediterrane monniksrob (Monachus monachus) nog zeldzamer is. De Caribische monniksrob (Monachus tropicalis), laatst gezien in de jaren 1950, werd officieel uitgestorven verklaard in juni 2008.
De populatie van de Hawaïaanse monniksrob is in verval. In 2008 werd de populatie geschat op slechts 1200 individuen. De Hawaïaanse monniksrob werd officieel als bedreigde diersoort aangeduid op 23 november 1976. De soort wordt nu beschermd door de Endangered Species Act en de Marine Mammal Protection Act.
Hoewel de eilanden waarop de Hawaïaanse monniksrob leeft worden beschermd, geloven veel wetenschappers dat de effecten van menselijke activiteiten langs deze kwetsbare kusten (en in de wereld in het algemeen) nog steeds hun tol eisen.
Het is verboden om een Hawaïaanse monniksrob te doden, vangen of lastig te vallen.
Om de bewustwording voor aan te kaarten van de benarde situatie, werd het Hawaïaanse monniksrob aangeduid tot officiële zoogdier van de staat Hawaï op 11 juni 2008 door luitenant-gouverneur James Aiona.

## Naamgeving en taxonomie
De soortaanduiding schauinslandi is een eerbetoon aan de wetenschapper Hugo Schauinsland die als eerste een eerste schedel van het dier vond op Laysan. De geslachtsnaam Monachus is afgeleid uit het Latijn en betekent 'op een monnik gelijkend'.
Deze naam slaat op het zijn ronde hoofd dat is bedekt met korte haren, waardoor het lijkt iets weg heeft van het kapsel van een middeleeuwse monnik. De naam kan ook verband houden met het feit dat het dier solitair leeft in vergelijking met andere zeehonden die zich verzamelen in grote kolonies.
Monniksrobben zijn de oudst bekende levende vertegenwoordigers van de familie Phocidae.